# マクロン (スポーツ用品)
マクロン（Macron S.p.A.）は、イタリアのボローニャに本社を置くスポーツ用品メーカー、およびそのブランド。サッカー、ラグビー等のウェアを中心に、スポーツバッグやボールなども取り扱う。

## 概要
1971年にアメリカ合衆国のスポーツウェアブランドを取り扱う輸入商社として創業。1974年から野球とバスケットボール、バレーボールのユニフォームの生産を行うようになり、その後自社ブランドでの展開を始める。
2001年、ボローニャFCと契約しユニフォームの提供を開始。
2014年、ボルトン・ワンダラーズFCと契約、ボルトンにあるホームスタジアムの命名権も取得し、2018年8月まで名称がマクロン・スタジアムへと変更された（命名権満了後もユニフォーム契約は継続）。
2018年にUEFAと契約し各主催大会のレフェリーウェアを提供している他、UEFA加盟の小国にも一括してユニフォーム提供を2021年まで行っていた。
競合他社でみられるような基本デザインをベースに仕立てるプロセスをとらず、全ての契約クラブごとに専用のデザインを起こすという強みを持つ。

## 主な契約チーム・団体

### サッカー
- 欧州サッカー連盟（UEFA）- レフェリーキットサプライヤー

#### イタリア
- SPAL
- ウディネーゼ・カルチョ
- エラス・ヴェローナFC
- UCサンプドリア
- ボローニャFC

#### イングランド
- オックスフォード・ユナイテッド
- クリスタル・パレスFC
- ストーク・シティFC
- ブラックバーン・ローヴァーズFC
- ボルトン・ワンダラーズFC
- レディングFC

#### スペイン
- カディスCF
- レアル・ソシエダ
- レバンテUD

#### ドイツ
- ハノーファー96

#### フランス
- AJオセール
- FCナント
- OGCニース

#### オランダ
- SCヘーレンフェーン

#### アイルランド
- シャムロック・ローヴァーズFC

#### オーストリア
- FKオーストリア・ウィーン

#### ギリシャ
- PAOKテッサロニキ

#### クロアチア
- ハイデュク・スプリト

#### スイス
- FCバーゼル

#### スコットランド
- マザーウェルFC
- セント・ジョンストンFC
- セントミレンFC

#### セルビア
- ツルヴェナ・ズベズダ

#### チェコ
- ヴィクトリア・プルゼニ

#### トルコ
- トラブゾンスポル

#### カナダ
- カナダ・プレミアリーグ全チーム

#### ナショナルチーム
- サッカーアルバニア代表
- サッカーコンゴ共和国代表
- サッカージョージア代表
- サッカースロバキア代表
- サッカー赤道ギニア代表
- サッカーブルガリア代表
- サッカー南スーダン代表

### ラグビー
- ワールドラグビー - グローバルパートナー
- ラグビーイタリア代表
- ラグビーウェールズ代表
- ラグビーサモア代表
- ラグビージョージア代表
- ラグビースコットランド代表
- ラグビーポルトガル代表
- グラスゴー・ウォリアーズ
- エディンバラ・ラグビー
- ASMクレルモン・オーヴェルニュ
- リヨンOU
- 静岡ブルーレヴズ